# Neighbor Discovery Protocol
Neighbor Discovery Protocol (zkratka NDP, ND) je v informatice název protokolu, který je používán v IPv6 pro autokonfiguraci síťových rozhraní. Pracuje pouze v podsítích s prefixem /64 (viz maska sítě) a umožňuje zajistit mnoho technických detailů potřebných pro funkční komunikaci.

## Charakteristika
Neighbor Discovery Protocol (NDP) je součástí rodiny protokolů TCP/IP, které jsou používány pro komunikaci v Internetu. NDP pracuje na linkové vrstvě síťového modelu (RFC 1122) a je zodpovědný za automatickou konfiguraci adres uzlů, objev zjišťování uzlů na lince, určování adresy linkové vrstvy jiných uzlů, hledání duplicit adres, hledání dostupných směrovačů a DNS serverů, zjišťování prefixů adres a udržování dosažitelnosti informace o cestách do jiných aktivních sousedních uzlů (RFC 4861).

## Srovnání s IPv4
Protokol definuje pět různých typů paketů ICMPv6, jež vykonávají funkce pro IPv6 podobným způsobem, jako pracuje v IPv4 protokol ARP, ICMP Router Discovery a ICMP Redirect. NDP však poskytuje mnoho vylepšení oproti předchozímu IPv4 (viz RFC 4861, oddíl 3.1). Například obsahuje zjišťování nedostupnosti sousedních uzlů (NUD), čímž se zlepší odolnost doručení paketu při selhání směrovačů nebo linek či mobilních uzlů.
Inverzní Neighbor Discovery (IND) rozšíření protokolu (RFC 3122) umožňuje uzlům určit a propagovat adresu IPv6 odpovídající dané adrese linkové vrstvy podobně jako v IPV4 pracoval protokol RARP. Protokol Secure Neighbor Discovery Protocol (SEND) je rozšíření zabezpečující NDP, které používá Cryptographically Generated Addresses (CGA) a Resource Public Key Infrastructure (RPKI), aby poskytl alternativní zabezpečený mechanismus k NDP, který je nezávislý na IPsec.

## Technické detaily
NDP definuje pět ICMPv6 typů paketů za účelem inzerování nebo žádání routeru či souseda a síťových přesměrování.
Router Solicitation (typ 133)Hostitelé (uzly/cílová zařízení - např. počítače) se vysláním Router solicitation zprávy snaží na připojené lince najít směrovače (routery). Směrovače odpoví Router advertisement paketem ihned po obdržení této zprávy, nikoli v jejich dalším naplánovaném čase.
Router advertisement (type 134)Směrovače ohlašují svoji přítomnost spolu s různými linkovými a Internetovými parametry buď periodicky nebo v reakci na zprávu Router solicitation.
Neighbour solicitation (typ 135)Neighbour solicitation jsou používány uzly k určení adresy linkové vrstvy na souseda, nebo ověření, že soused je stále dosažitelný pomocí adresy linkové vrstvy, která je uložena v paměti cache.
Neighbor advertisement (typ 136)Neighbor advertisement používají uzly v reakci na zprávu Neighbour solicitation.
Redirect (typ 137)Směrovače mohou informovat hostitele, že existuje lepší první hop na cílový směrovač.
Tyto zprávy jsou použity pro následující funkce :
- Router discovery: hostitelé mohou najít směrovače umístěné na připojených linkách.
- Prefix discovery: hostitelé mohou zjistit prefixy adres , které jsou připojené na lince.
- Parametr discovery: hostitelé mohou zjistit parametry linky (např. MTU).
- Automatická konfigurace adres: volitelná bezstavová konfigurace adres síťových rozhraní.
- Rezoluce Adres: mapování mezi IP adresami a adresami linkové vrstvy (MAC adresami).
- Stanovení next–hop: hostitelé mohou najít další směrovače na místo určení.
- Detekce nedostupnosti sousedních uzlů (NUD): určení, že soused již není na této lince dostupný.
- Detekce duplicitních adres (DAD ): uzly mohou zkontrolovat, jestli je adresa už používaná.
- Rekurzivní DNS server (RDNSS) a DNS Search List (DNSSL) přiřazení pomocí Router Advertisement (RA) voleb.[4] Toto je nová funkce a není široce podporovaná klienty.
- Packet redirection: pro poskytnutí lepší next-hop cesty pro některá cílová místa.